# Великая Кужелева
Великая Кужелева (укр. Велика Кужелева) — село в Каменец-Подольском районе Хмельницкой области Украины.
Население по переписи 2001 года составляло 785 человек. Почтовый индекс — 32463. Телефонный код — 3858. Занимает площадь 3,457 км². Код КОАТУУ — 6821880701.

## Местная власть
32400, Хмельницкая обл., Каменец-Подольский р-н, г. Дунаевцы, ул. Шевченко, 50